# Sassari
Sassari (en sassarais : Sàssari) est une ville de la province de Sassari en Sardaigne, Italie.

## Géographie

### Site
Sassari, ville d’environ 130 000 habitants, est la deuxième ville de Sardaigne, au nord-ouest de l'île. Le centre-ville se situe à environ 20 km de la côte, comprise dans le territoire communal. 

### Transports
Sassari se situe à proximité des ports de Porto Torres et d'Alghero (et de son aéroport). La gare ferroviaire assure des liaisons vers Cagliari et Olbia. La ville possède un tramway.

## Histoire

### Origines

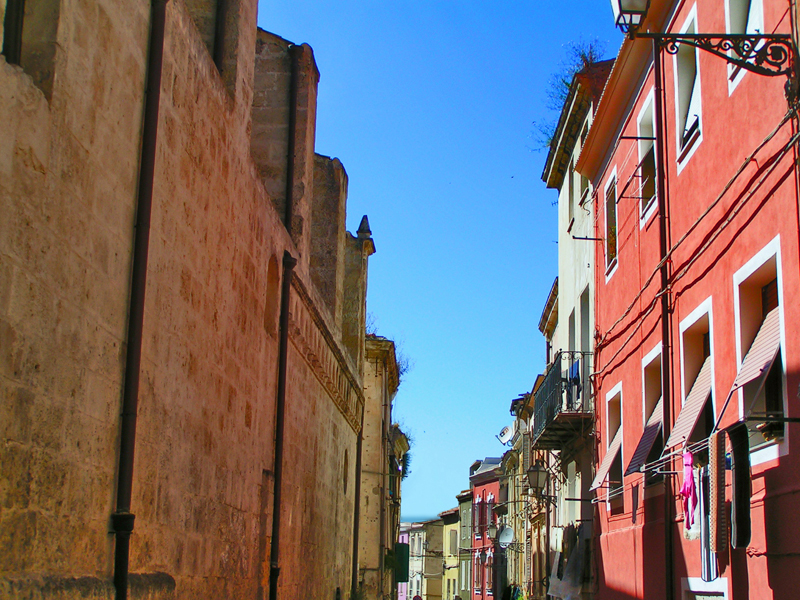
Carrera longa

Le nom de Sassari apparait pour la première fois dans un vieux registre du monastère de San Pietro di Silki, où est nommé, dans un acte de 1131, un certain Jordi de Sassaro. En 1135, on évoque pour la première fois, en langue sarde, l’église de Sancti Nicolai de Tathari.
Sassari est donc une ville jeune mais son territoire et le musée Sanna offrent des témoignages de la présence humaine dès le néolithique : comme l’imposant ziggourat du mont d’Accodi, édifié vers 2400 av. J.-C., comme les 170 nuraghe et les vestiges romains du IIe siècle.
Pendant la seconde moitié du XIIIe siècle, Sassari est une commune dirigée par un podestà, alliée d’abord avec Pise puis avec Gênes — ce qui expliquerait les particularités du dialecte local, le sassarese, considéré comme proche du toscan. Elle comptait plus 10 000 habitants. Les maisons, construites à l’intérieur d’une enceinte fortifiée, alternaient avec des champs et des cours et étaient séparées par des ruelles étroites et tortueuses. Le long de l’axe nord-sud, s’étendait la Platha de Cothinas, c’est l’actuel cours Victor-Emmanuel. Dans sa partie centrale, là où se trouve aujourd’hui le Théâtre de la Ville, s’ouvrait la place de la Commune et l’Hôtel de Ville.
En 1294, la ville s’érigea en commune libre et promulgua les Statuts de Sassari, qui organisaient la ville du point de vue juridique, politique et administratif. À l'alliance avec le Royaume d'Aragon dans le 1323-24, suivra un siècle de révoltes, de charesties et d’épidémies qui dépeuplèrent la ville qui ne refleurit qu’avec la paix de 1420 et reconquit sa position dominante dans le nord de la Sardaigne. Le château aragonais du XIVe siècle fut détruit à la fin du XIXe siècle. L’Albergo Cittadino (auberge citadine), le palais Communal ainsi que de belles demeures de l’ancienne Platha restent des témoins de cette époque. Le XVIe siècle voit une influence marquée d’une architecture italienne, surtout avec l’arrivée des Jésuites et en raison de l’influence des architectes militaires italiens qui ont construit les fortifications qui devaient protéger l’île des incursions des pirates. De cette période, date la naissance du Collège des études de Saint-Joseph qui en 1634 deviendra l’université de Sassari. La fontaine de Rosello, érigée en 1605-1606, en style tardif de la renaissance, devint le symbole de la ville et de son lien avec la terre.

### Temps modernes
Après la peste de 1652, on assiste à un nouveau développement des bâtiments, surtout religieux, et en particulier la cathédrale Saint-Nicolas.
La domination savoyards, aux alentours de 1718, se retrouvera, dans l’architecture urbaine, seulement cinquante ans après, comme dans le palais Ducal, où siège actuellement l’administration de la ville, ainsi que sur les façades des maisons bourgeoises. Dans les années suivantes, sont construits le théâtre Verdi, le nouvel hôpital, la prison. Un système de places, organisé selon un axe longitudinal qui relie la place Azuni à la place d’Italie. 

### Epoque contemporaine
Vers 1870, est bâti le majestueux palais de la province ou le palais Giordano (néogothique).

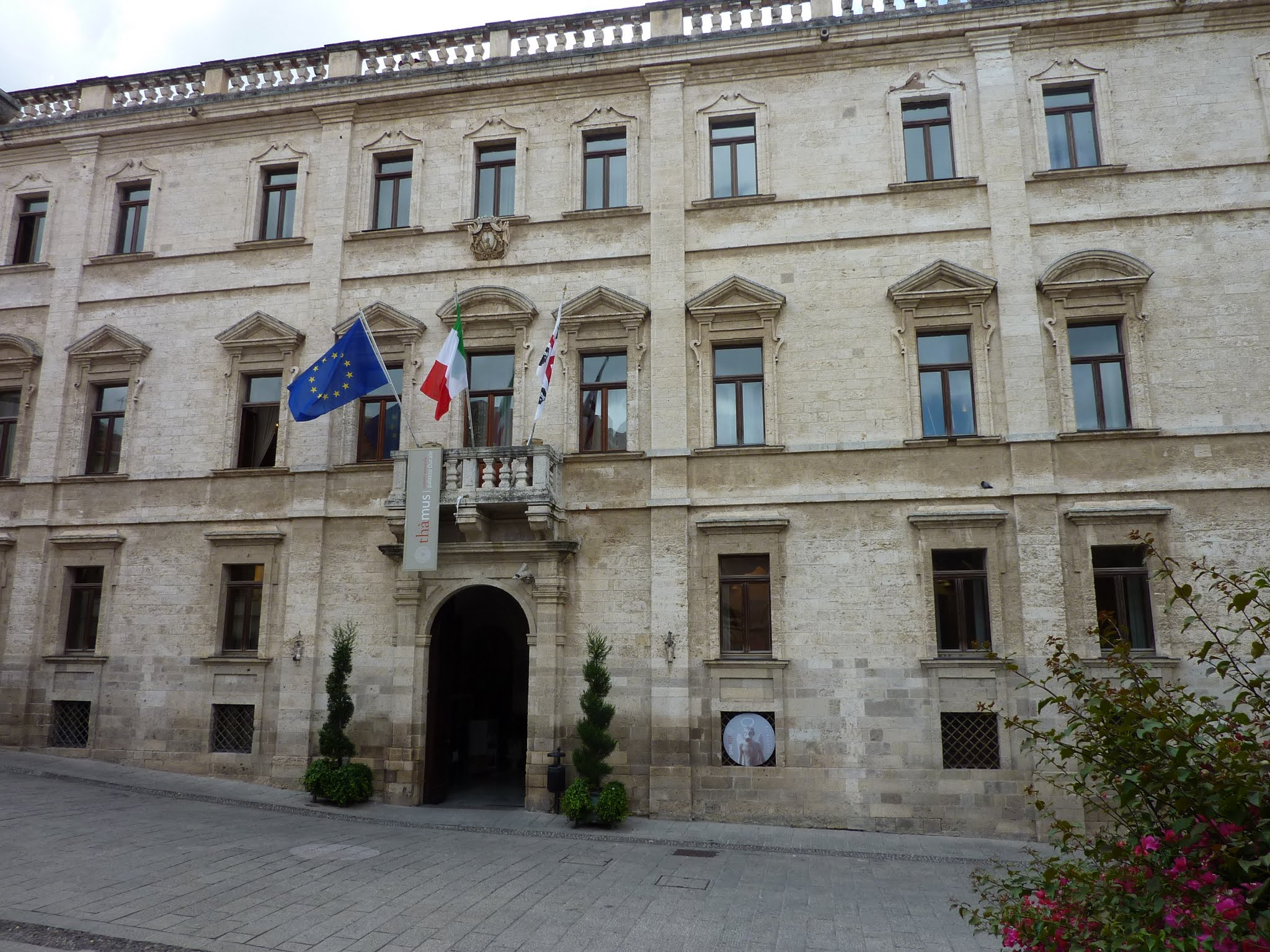
Palazzo Ducale.

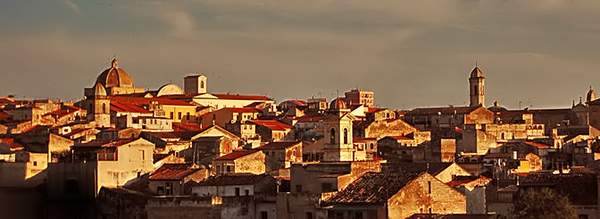
Panorama de Sassari

L’éclectisme caractérise la nouvelle croissance urbaine après la fin du XIXe siècle. C’est l’apparition de l’art nouveau et la sévérité des édifices publics du règne d’Humbert Ier, puis la restauration et l’art déco.

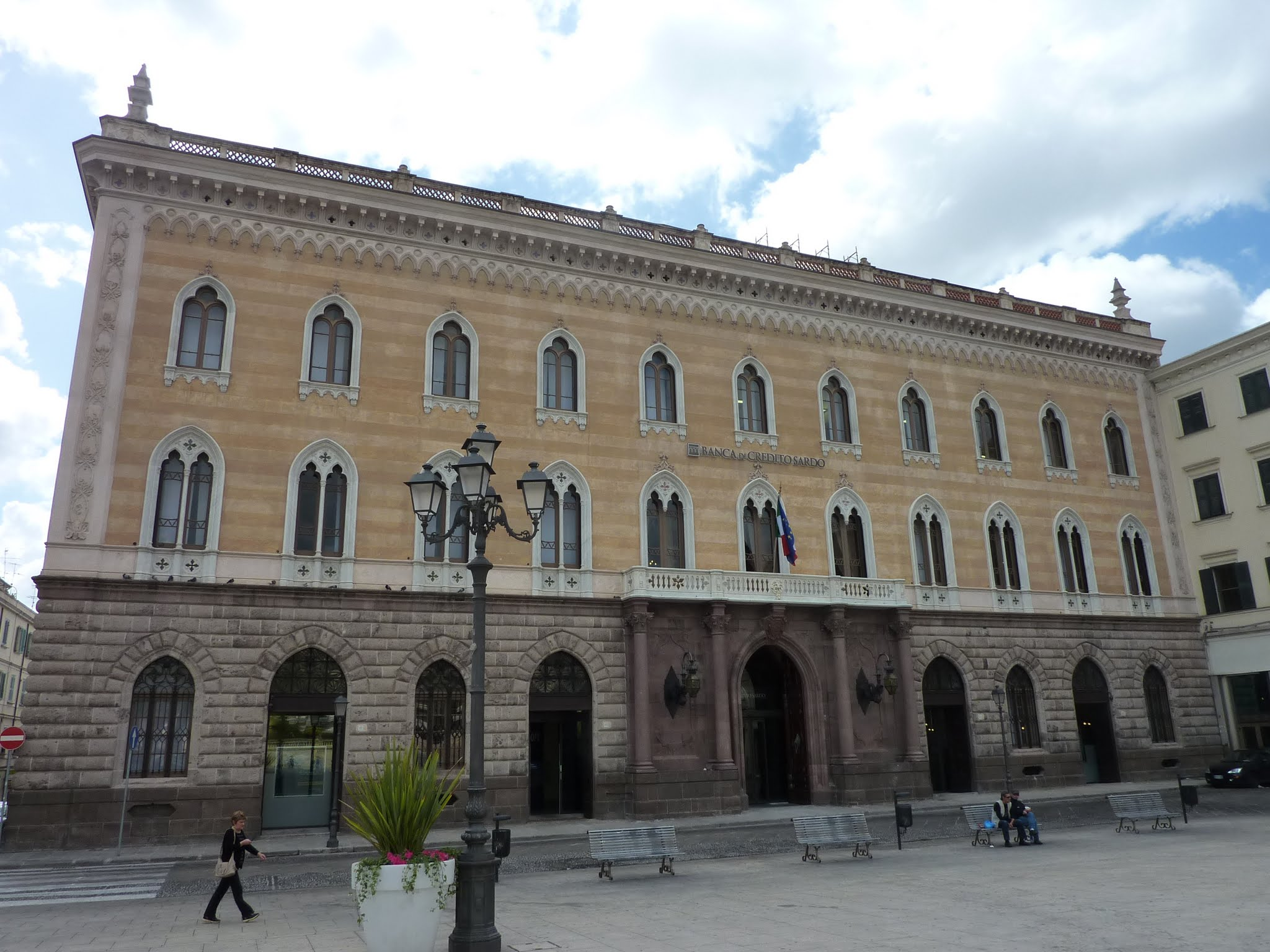
Palazzo Giordano

Durant la Première Guerre mondiale, la brigade Sassari a marqué l'histoire militaire de l'Italie depuis sa création en 1915, dans la province de Sassari, lors de ses actions sur le front nord dans les Alpes. Son hymne, Dimonios, est devenu célèbre.
Dans les années 1930, la croissance démographique donne lieu à une nouvelle frénésie des constructions et donne naissance au quartier résidentiel de viale Italia, avec des maisons de style nationaliste et au quartier populaire de mont Rosello, réuni à la ville par le pont des Faisceaux, emblème du fascisme. La trachite locale est utilisée avec excès pour construire derrière la prison, le palais de Justice, de style néo-classique, et dans la place Comte de Moriana, de style rationaliste. À la fin de la Seconde Guerre mondiale, la population a doublé en passant de 72 000 habitants aux actuels 129 000.

## Administration
| Période                                  | Période        | Identité            | Étiquette     | Qualité |
| ---------------------------------------- | -------------- | ------------------- | ------------- | ------- |
| 1990                                     | 1994           | Franco Borghetto    | PSI           |         |
| 1994                                     | 1995           | Giacomo Spissu      | PDS           |         |
| 7 mai 1995                               | 3 mai 2000     | Anna Sanna          | PDS           |         |
| 3 mai 2000                               | 9 mai 2005     | Gianvittorio Campus | AN            |         |
| 9 mai 2005                               | 27 mars 2014   | Gianfranco Ganau    | DS            |         |
| 27 mai 2014                              | 2 juillet 2019 | Nicola Sanna        | PD            |         |
| 2 juillet 2019                           | En cours       | Nanni Campus        | Liste Civique |         |
| Les données manquantes sont à compléter. |                |                     |               |         |

### Hameaux
Argentiera, Bancali, Li Punti, La Landrigga, Caniga, Campanedda

### Îles
- Îlot Businco

### Communes limitrophes
Alghero, Muros, Olmedo, Osilo, Ossi, Porto Torres, Sennori, Sorso, Stintino, Tissi, Uri, Usini

## Culture

### Particularités linguistiques
Le dialecte principal, le Sassarais est un parler toscan, très proche du corse parlé à Sartène et est très différent de la langue sarde.

### Patrimoine architectural
- La cathédrale San Nicola
- L'église San Antonio Abate
- Le Teatro civico.

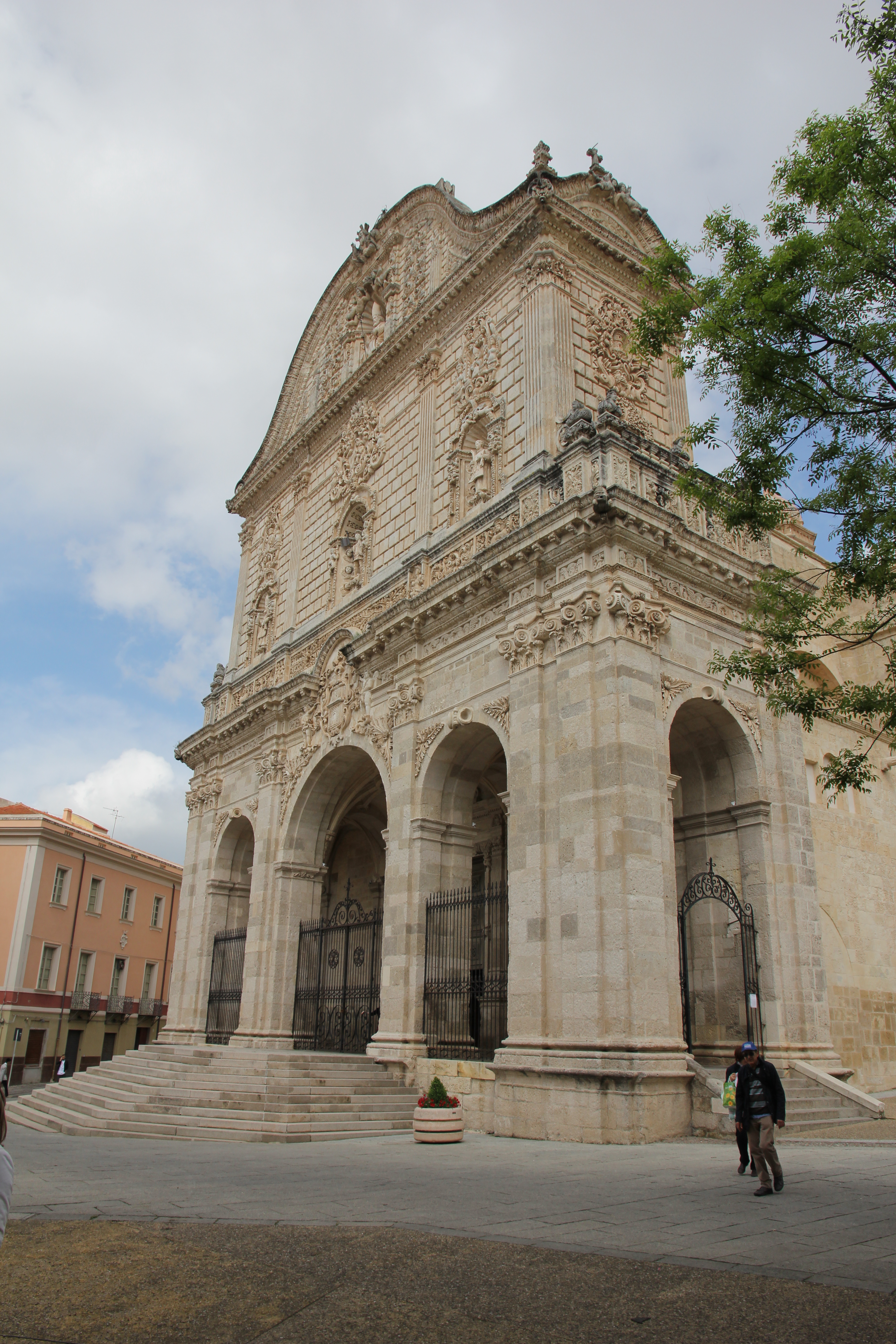
Façade de la cathédrale San Nicola
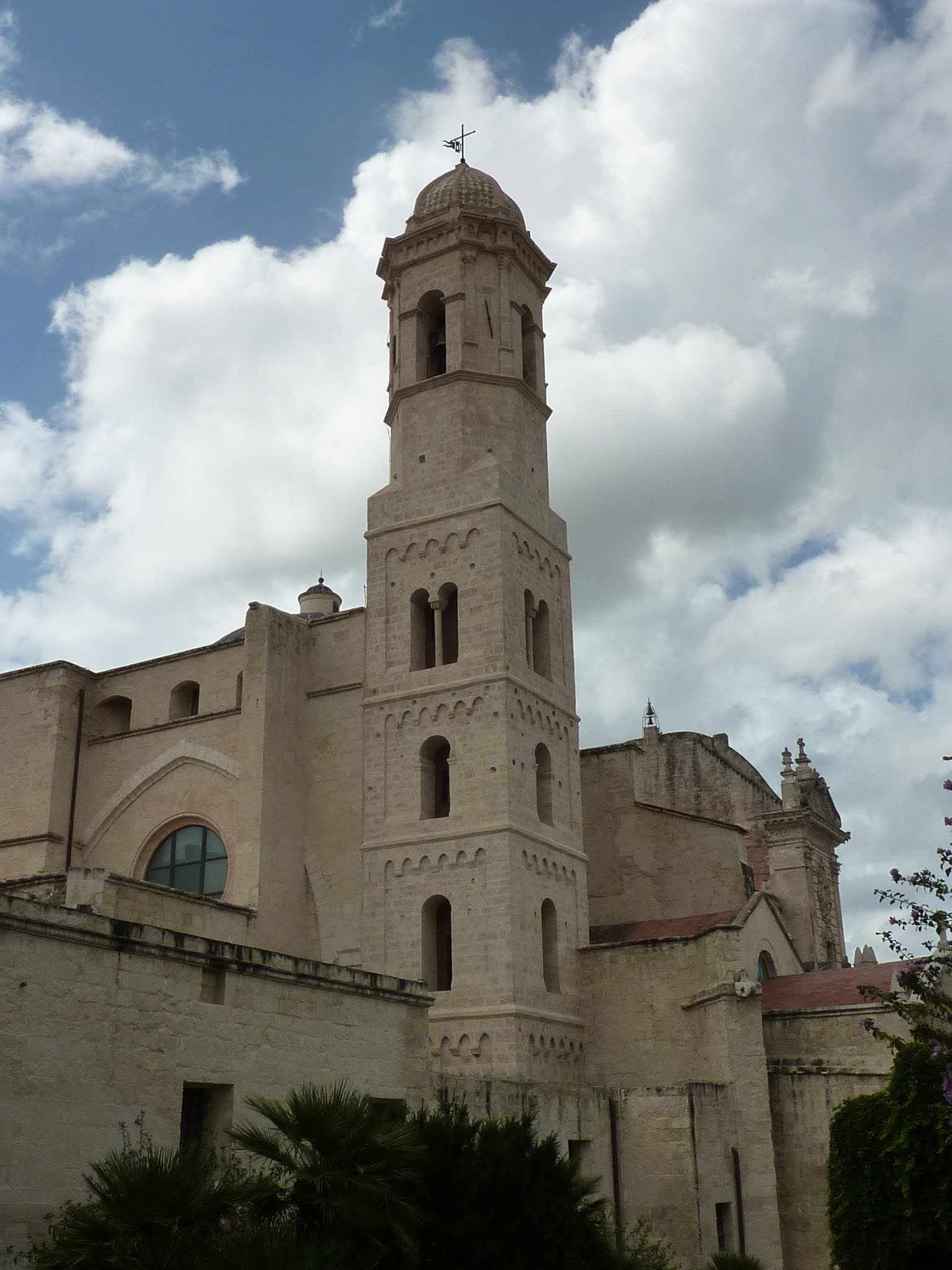
Campanile de la cathédrale San Nicola
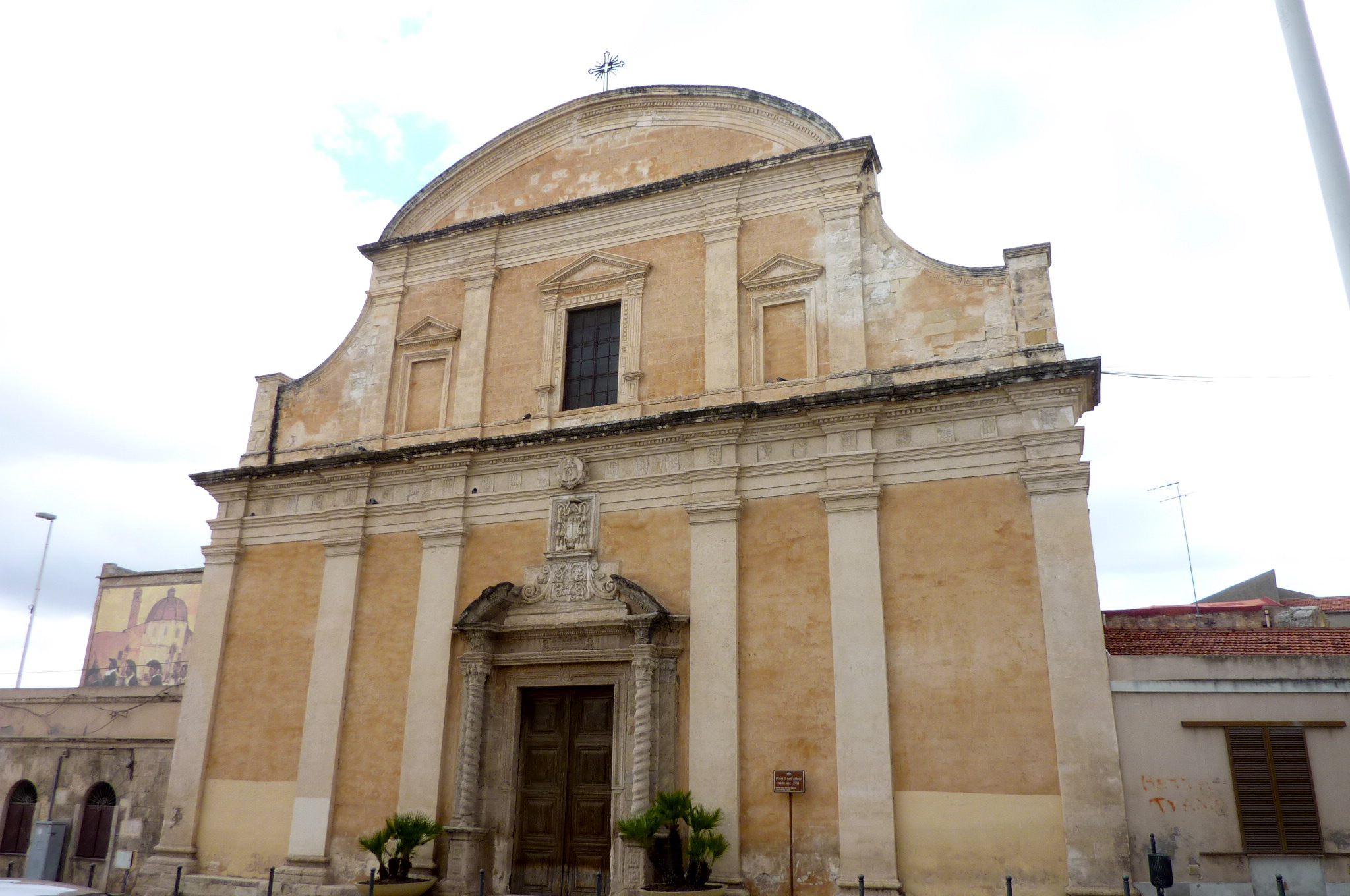
l'église San Antonio Abate
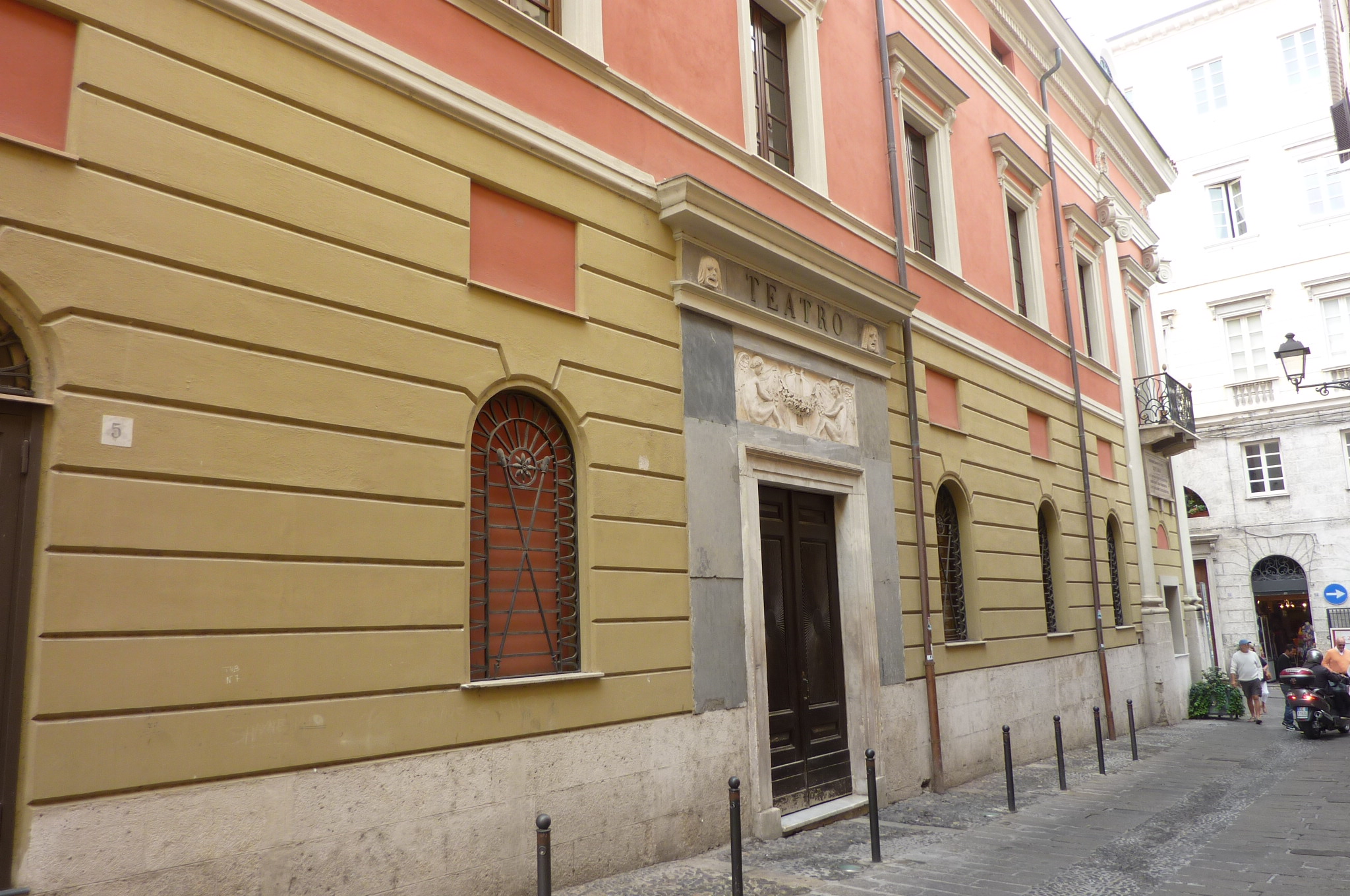
Le Teatro civico
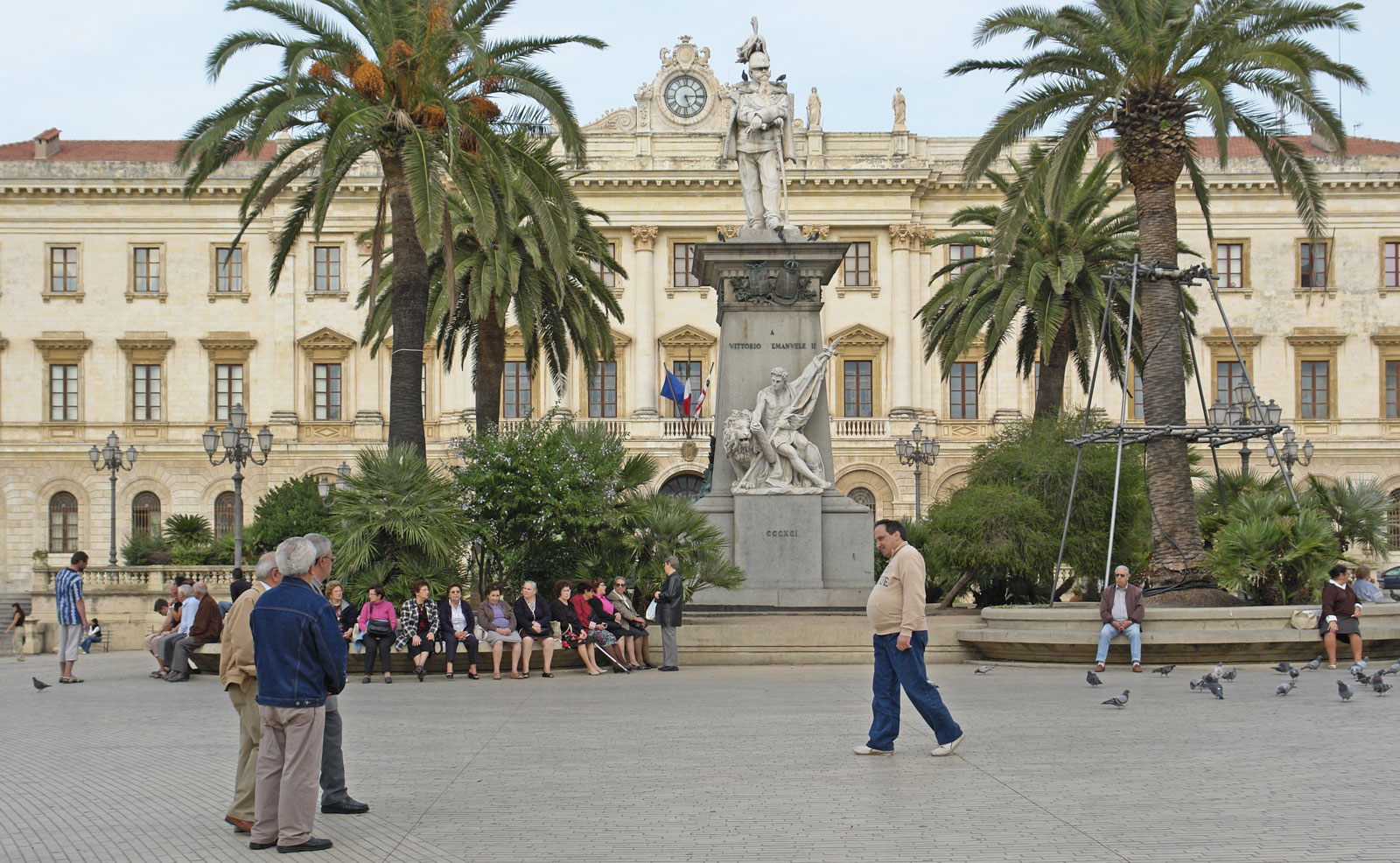
Piazza Italia
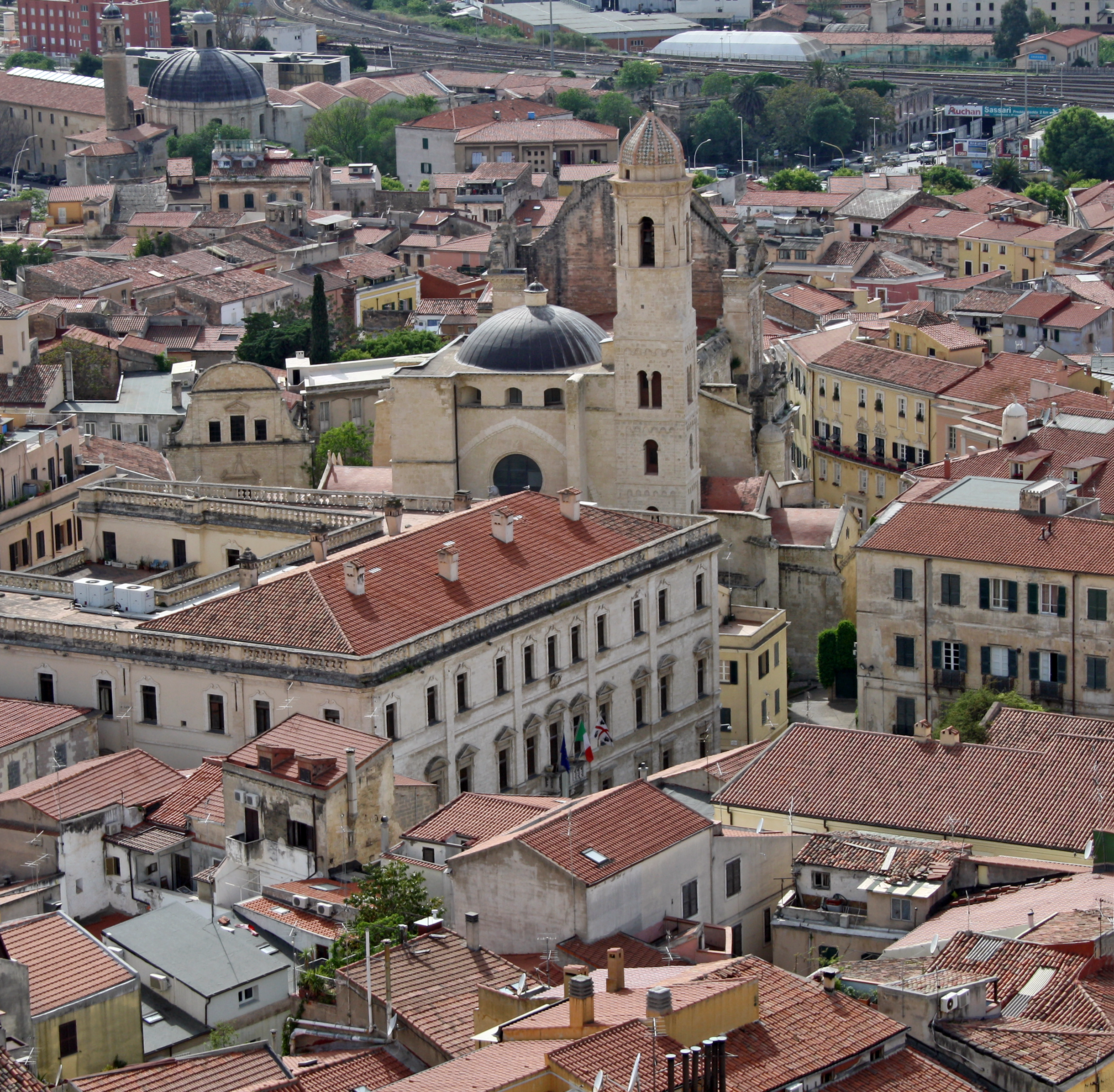
Panorama

### Manifestations culturelles
- Faradda di li candareri ou Discesa dei candelieri (Descente des chandeliers), une procession religieuse qui se tient tous les ans le 14 août
- "La Cavalcata Sarda" est une manifestation culturelle et folklorique qui attire nombreux touristes dans la ville de Sassari, l'avant dernier dimanche de mai. Cette manifestation consiste en un défilé à pied et à cheval des femmes, hommes et enfants habillés en costume traditionnel, enrichi avec les bijoux traditionnels, et provenant de nombreux villages de Sardaigne.  La manifestation devient alors un grand ensemble de couleurs. Le défilé a lieu le dimanche matin. La manifestation se poursuit dans l'après-midi dans l'hippodrome de la ville où les chevaux et les cavaliers effectuent des acrobaties audacieuses. Dans la soirée, la manifestation continue sur la Piazza d'Italia avec des chants et des danses traditionnels sardes à hauteur de launeddas et accordéons et se termine la nuit.  La manifestation a des origines anciennes: elle nait en 1899, quand le Roi d'Italie Umberto I et sa femme, la reine Margherita di Savoia, vont visiter l'ile de Sardaigne. Le peuple, honoré pour cette visite, présente ses propres traditions au Roi et à la Reine.

## Éducation

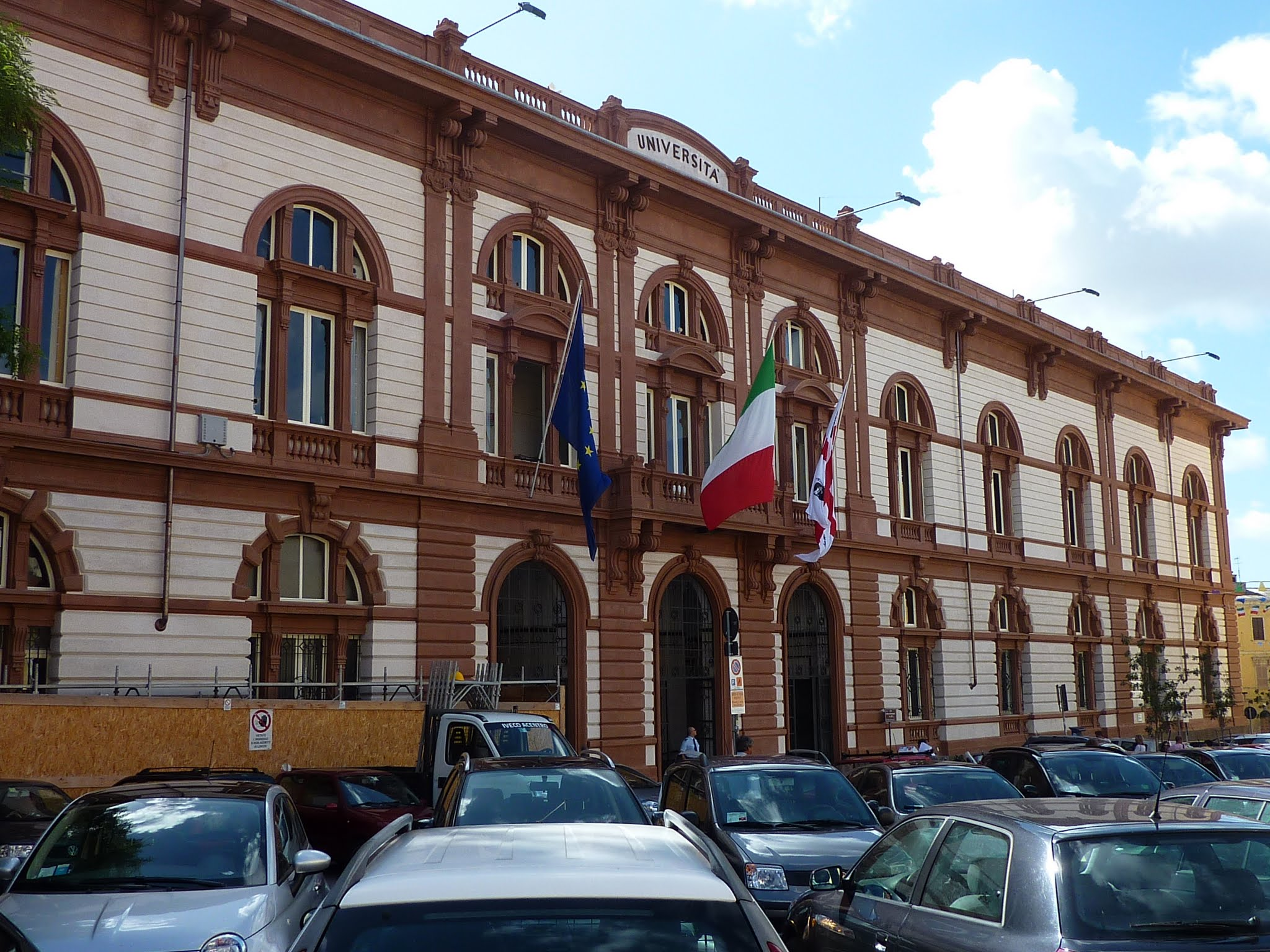
L'université de Sassari.

L'université de Sassari est renommée, notamment pour le droit, la médecine vétérinaire, la médecine, l'agronomie.

## Sport
La ville compte un club de football professionnel qui joue en Serie C Italienne : Torres.
Plusieurs joueurs célèbres ont porté les couleurs des Rossoblu dont Gianfranco Zola et Antonio Langella.
Les autres équipes sportives de la ville sont :
- Football féminin : Serie A : FC Sassari Torres
- Basket-ball masculin : LegaA1 : Dinamo Sassari
- Handibasket masculin : Serie A1 : Anmic Sassari
- Handball féminin : Serie A1 : HC Sassari (actuel champion d'Italie)

La ville possède également son propre stade de football, le stade Vanni Sanna, qui accueille les matchs de Torres et du FC Sassari Torres (football féminin).

## Personnalités liées à la commune
- Francesco Angelo de Vico (1580-1648), historien, y est né.
- François Daviet de Foncenex (1734, v. 1798), mathématicien et gouverneur de la ville et du port de Sassari de 1788 à 1791.
- Dominique Albert Azuni (3 août 1749 - Sassari ✝ 23 janvier 1827 - Cagliari), juriste et homme politique sous le Consulat et le Premier Empire.
- Enrico Berlinguer, homme politique et secrétaire général du Parti communiste italien y est né en 1922
- Antonio Segni, homme politique, Président de la République italienne de 1962 à 1964, y est né en 1891.
- Francesco Cossiga, homme politique, Président de la République italienne de 1985 à 1992, y est né en 1928.
- L'écrivain Pasqual Scanu y est décédé en 1978.
- Roberto Tola, musicien, compositeur et membre de la prestigieuse Recording Academy (Grammy Awards).
- La guitariste classique Filomena Moretti née à Sassari en 1973.
- Edina Altara (1898-1983), illustratrice, décoratrice, peintre et céramiste italienne y est née.
- Elisabetta Canalis,actrice, animatrice de télévision et mannequin y est née en 1978.